# Gornji Lajkovac
Gornji Lajkovac (en serbe cyrillique : Горњи Лајковац) est un village de Serbie situé dans la municipalité de Mionica, district de Kolubara. Au recensement de 2011, il comptait 370 habitants.

## Démographie
| 1948  | 1953  | 1961 | 1971 | 1981 | 1991 | 2002 | 2011 |
| ----- | ----- | ---- | ---- | ---- | ---- | ---- | ---- |
| 1 044 | 1 076 | 940  | 818  | 722  | 554  | 446  | 370  |

|  |